# Związek Artamanów
Związek Artamanów (Artamanen-Gesellschaft) – ruch wspólnot rolniczych założony w Niemczech w 1924 r. Jego twórcą był Willibald Hentschel, jeden z entuzjastów darwinizmu społecznego i higieny rasowej w Niemczech. Założeniem „higieny rasowej” było uznanie darwinowskiej zasady walki o byt i selekcji jednostek.
Hentschel chciał założyć wspólnotę Artam, co w języku perskim oznaczało naturalny porządek. Inicjatywę wraz z nazwą przejęli działacze ruchów młodzieżowych Bruno Tanzmann i Wilhelm Kotzde (Kottenrodt), którzy latem 1924 roku założyli pierwsze grupy Artamanów – ochotniczej służby pracy. Wspólna praca i życie w grupie miały służyć budowaniu świadomości wyższości nordyckiej, propagowały germańską mitologię i romantyczną więź z naturą, wpajały ideały abstynencji, skromności, ubóstwa, prostoty, „czysty stosunek” do płci przeciwnej, zasadę wodzostwa, dyscypliny i posłuszeństwa przełożonym. Wilhelm Kotzde wyobrażał sobie ruch Artamanów jako „szkołę osadników”, którzy zbudują w przyszłości „germański wał” na wschodzie.
Pierwotnym celem ruchu Artamanów było wyparcie polskich sezonowych robotników rolnych, którzy pracowali jako tania siła robocza w majątkach ziemskich na wschodzie Niemiec (w 1926 r. było ich tam około 130 tysięcy). Organizacja dążyła także do ponownej aneksji terenów Polski, anektowanych wcześniej przez Niemcy w latach 1793 - 1918.
W szeregach Artamanów dominowały poglądy radykalnie prawicowe i nacjonalistyczne. Dowódcami grup w Bawarii byli m.in. Heinrich Himmler – późniejszy szef SS i Richard Walter Darré – w III Rzeszy Reichsbauernführer i minister Rzeszy do spraw wyżywienia i rolnictwa. Propagował on popularną później ideologię krwi i ziemi (Blut und Boden). Twierdził on, że w przeciwieństwie do nomadycznego żydostwa rasa nordycka jest prawdziwym twórcą kultury europejskiej, chłop niemiecki stanowi sprężynę dziejów, uosabia istotę niemieckiego żywiołu i jest jedynym stróżem niemieckiej jedności.
Przez skojarzenie chłopstwa z krwią nordycką Artamani stali się rasistami, których wrogami byli nie tylko Słowianie, ale przede wszystkim Żydzi. Żyd był dla nich symbolem skorumpowanego miasta. Ponieważ Żydzi nie walczą o własny kraj, lecz „pasożytują” na krajach ich goszczących, nie tylko nie mogą być elementem zdrowym, lecz nawet niszczą kulturę owego kraju-gospodarza.
Rudolf Höss, późniejszy komendant obozu Auschwitz, w ruchu Artamanów poznał swoją przyszłą żonę, 21-letnią wówczas Hedwig Hensel. Ideologicznym spadkobiercą ruchu Artamanów stało się SS. W 1935 roku grupy Artamanów przeszły w szeregi Hitlerjugend.